# Grindeks

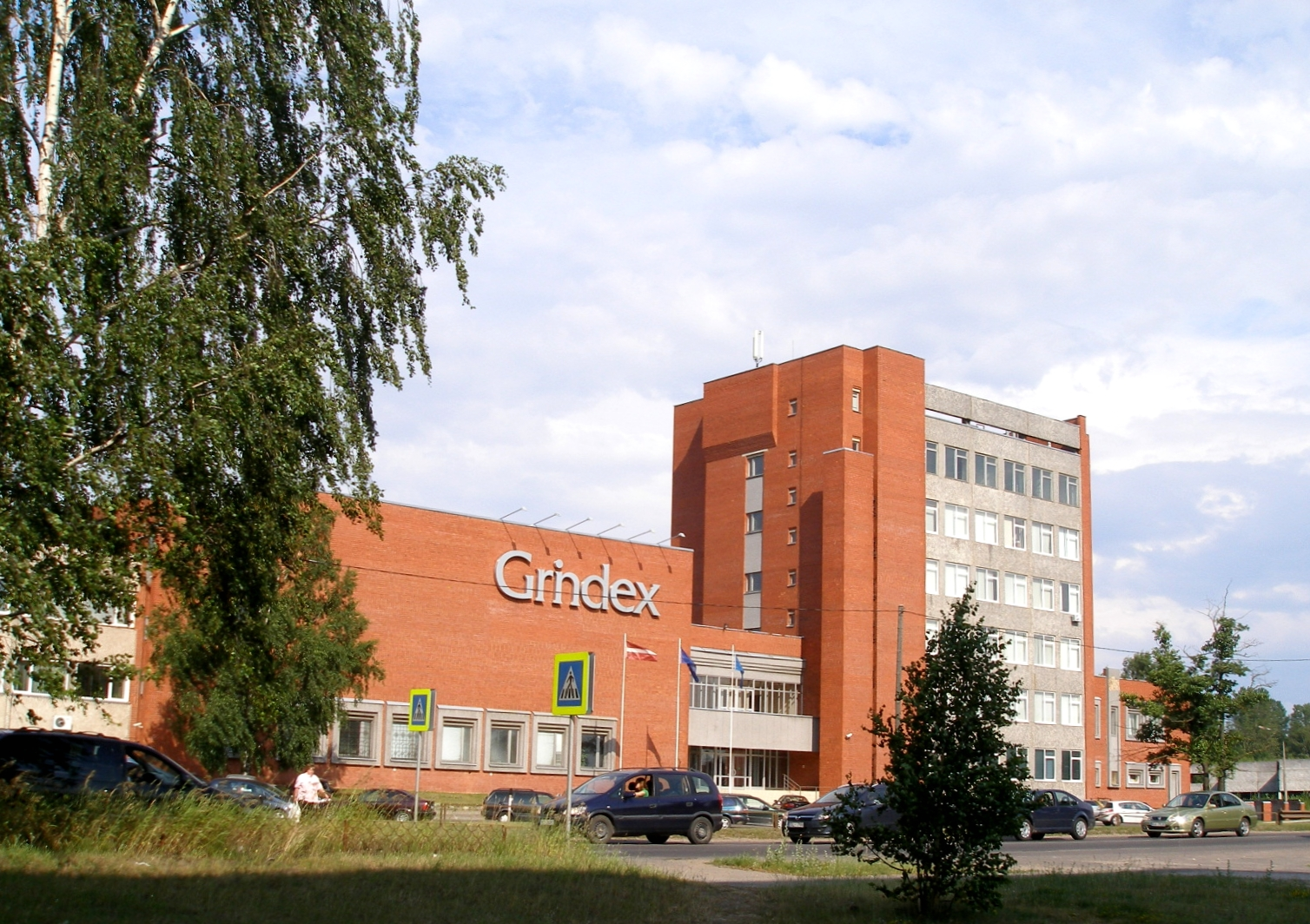

Grindeks A.S. – łotewskie przedsiębiorstwo farmaceutyczne zlokalizowane w Rydze.

## Historia
Poprzednikiem spółki była Wytwórnia Witamin i Hormonów, funkcjonująca od 1946 roku w ramach Łotewskiej Akademii Nauk. W pierwszych latach wytwarzała ona m.in. koncentraty spożywcze, sos sojowy, syrop z wiesiołka, drożdże piwne, czy mieszaniny mikroelementów. W 1957 roku zakład został włączony w struktury Instytutu Syntezy Organicznej. Wiązało się to ze stopniową zmianą zakresu jego działalności, zaczęto w nim prowadzić syntezy substancji aktywnych medycznie, m.in. fenindionu, furazolidonu, czy nitrofurantoiny. W 1964 roku zespół, w którego skład wchodzili Regīna Žuka, Marģers Līdaka i Solomons Hillers opracowali metodę syntezy tegafuru, nowego leku cytostatycznego. Dwa lata później w zakładzie opracowano również przemysłową technologię jego wytwarzania. W 1972 tegofur został, we współpracy z japońską firmą Taiho Pharmaceutical, wprowadzony do sprzedaży pod nazwą handlową Ftorafur. Kolejnym skomercjalizowanym w latach 70. wynalazkiem, który jest nadal wytwarzany przez Grindeks jest meldonium (pod nazwą handlową Mildronate). Preparat ten uzyskał znaczny rozgłos w 2016 roku, gdy Marija Szarapowa przyznała do stosowania go jako środka dopingowego.  
W 1991 roku, po uzyskaniu niepodległości przez Łotwę, na bazie Zakładu Eksperymentalnego Instytutu Syntezy Organicznej powołano spółkę Grindeks. Jej nazwa pochodzi od nazwiska łotewskiego chemika Dawida Hieronymusa Grindela. Od 1997 roku spółka notowana jest na giełdzie w Rydze. Głównym udziałowcem jest Kirovs Lipmans. 